# Маханади
Маханади (енгл. Mahanadi) је река која протиче кроз Индију. Дуга је 858 km. Улива се у Бенгалски залив.